# Sindre Pettersen
Pour les articles homonymes, voir Pettersen.
Sindre Pettersen, né le 3 novembre 1996 à Tønsberg, est un biathlète norvégien, qui a aussi été actif en combiné nordique. 

## Carrière
À ses débuts juniors en 2012-2013, il court des épreuves nationales de ski de fond, biathlon et combiné nordique.
Membre du club de Nittedal, Il prend part aux Championnats du monde junior de combiné nordique en 2013 et 2014, où il remporte une médaille de bronze au concours par équipes et termine sixième au dix kilomètres. Il choisit de continuer seulement dans le biathlon à cause de diverses blessures.
Il participe à ses premiers championnats du monde junior de biathlon en 2016.
Aux Championnats du monde junior de biathlon 2017, il remporte trois médailles dont l'or à l'individuel, son premier titre international et l'argent à la poursuite et au relais.
Durant la saison 2018-2019, Sindre Pettersen fait ses débuts en Coupe du monde. Lors de sa deuxième apparition à ce niveau, il impressionne en terminant sixième du sprint de Pokljuka à 33 secondes de Johannes Thingnes Bø, leader du biathlon mondial. Il gagne une épreuve de l'IBU Cup à Obertilliach quelques semaines plus tard avant d'être sacré champion de Norvège sur le format de l'individuel.
Il revient sur le circuit de l'IBU Cup en janvier 2022 à Brezno, profitant des absences des cadres en coupe du monde, et termine 2e du sprint derrière le français Émilien Claude.

## Palmarès

### Coupe du monde
- Meilleur classement général : 52e en 2019.
- Meilleur résultat individuel : 6e.

#### Différents classements en Coupe du monde
| Année     | Classement général final | Sprint | Poursuite | Individuel | Mass start |
| 2018-2019 | 52e                      | 49e    | 50e       | -          | -          |

### IBU Cup
- 3 podiums individuels, dont 1 victoire.

Palmarès au 15 janvier 2022

### Championnats du monde junior de biathlon
- Médaille d'or de l'individuel en 2017.
- Médaille d'argent de la poursuite en 2017.
- Médaille d'argent du relais en 2017.

### Championnats du monde junior de combiné nordique
- Médaille de bronze par équipes en 2014, avec Jarl Magnus Riiber, Sigmund Kielland et Emil Vilhelmsen.